# Auditorium Sant'Agostino
L'auditorium Sant'Agostino è un auditorium che si trova nell'omonimo complesso monumentale a San Ginesio.

## Storia
L'ex chiesa di Sant’Agostino venne costruita nel XIII secolo, precisamente nel 1230, in stile romanico e venne intitolata a Santa Maria Maddalena, mentre l'annesso Convento degli Agostiniani (ora sede dell'IIS Alberico Gentili) venne costruito solamente nel 1295. I resti romanici, tuttora visibili nelle murature, vennero conservati nonostante i continui restauri della chiesa. Con la costruzione del cenobio, che si trovava nei pressi della cinta muraria del paese come voleva l'usanza dei frati agostiniani, la chiesa venne intitolata proprio a Sant'Agostino. Nel corso dei secoli le strutture vennero continuamente restaurate: la prima volta avvenne nel XVI secolo, la seconda nel 1615, la terza nel XVIII secolo, precisamente nel 1726, dove vennero commissionati numerosi lavori da padre Fulgenzio Rossi e la quarta sempre nello stesso secolo, su progetto dell'architetto svizzero Carlo Antonio Sassi, precisamente tra il 1750 ed il 1756. Nei lavori si decise di demolire la facciata romanica, con un protiro con colonne sostenute da quattro leoni, e costruirne una in stile barocco di tipo bavarese o austriaco. Nel 1799, a causa di un violento terremoto che colpì la cittadina, la chiesa subì vari danni che portarono all'obbligo di abbattere il campanile della chiesa. Con l'unità d'Italia, il convento e la chiesa, dopo la soppressione dell'ordine degli agostiniani, divennero di proprietà del Regno d'Italia. Il terremoto del Centro Italia del 2016 e del 2017 colpì l'auditorium e il convento a lui annesso, facendoli diventare inagibili.
Nel mese di settembre 2022 al suo interno  dell'auditorium sono stati ritrovati vari oggetti utilizzati a scopo religioso denominati come "tesoro di Sant’Agostino". Gli oggetti ritrovati sono sia decorativi, come pennacchi e stoffe, sia utensili, come chiodi, uncini, stoppini e portacandele, mentre i più particolari sono un cavo elettrico in rame rivestito di stoffa con interruttore, un corporale e una bandiera bipartita dai colori dello stemma comunale con al centro l'Occhio della Provvidenza.

## Decorazioni
Le mura perimetrali solo decorate con sei cappelle, tre per lato, dove all'interno sono conservate delle opere che raffigurano la vita del santo. Nella cappella dedicata a Sant'Andrea, precisamente quella centrale posta a sinistra dell'ingresso, si trovava il Quadro di Sant'Andrea, opera di Nicola d'Ulisse commissionata dal governo cittadino per rappresentare la storica battaglia locale, conosciuta come Battaglia della Fornarina. Le altre cappelle sono dedicate a San Giovanni, alla Vergine del Carmine, a San Tommaso. Nel 1643 il Comune decretò il ripristino di alcuni ornamenti dell'altare, utilizzando i denari di chi non pagò delle gabelle nel passato. L'organo al suo interno, costruito dal padre agostiniano Mariano Mariani, venne restaurato da Giuseppe Attili nel 1726.

### Hoc Opus

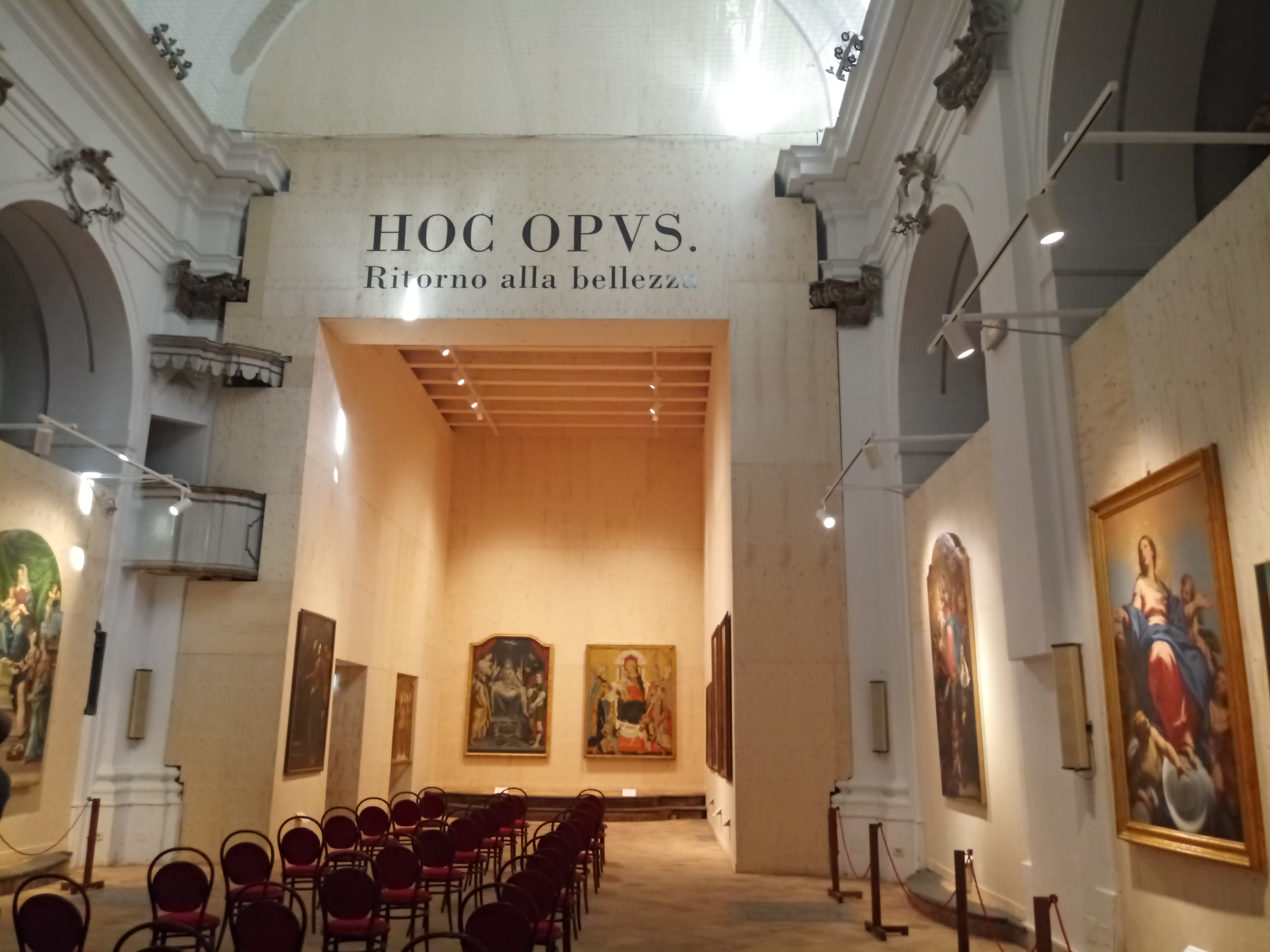
Sala principale della mostra

Con la locuzione latina Hoc Opus si indica una mostra d'arte, chiamata Hoc Opus. Ritorno alla bellezza, di opere prelevate dopo il sisma dalla pinacoteca e dalle chiese ginesine, ritornate nel territorio comunale dopo 4 anni, precisamente nel mese di luglio 2020.
La mostra comprende:
- Quadro di Sant'Andrea, di Nicola d'Ulisse (1463 ca.)
- Matrimonio mistico di santa Caterina, di Domenico Ghirlandaio (1480 ca.)
- I santi Barnaba apostolo, Antonio abate, Telesforo papa e Tiburzio martire, di Salvatore Monosilio (1760-1765 ca.)
- Madonna Assunta in cielo tra gli angeli, di Carlo Maratti (XVII secolo)
- La Madonna in gloria incorona due protomartiri francescani, di Filippo Conti (1770 ca.)
- Madonna in trono col bambino, San Francesco e il beato Liberato da Loro Piceno, di Stefano Folchetti (1498)
- Madonna in trono col bambino e i santi Benedetto, Rocco, Sebastiano e Bernardo, di Stefano Folchetti (1492)
- La cena in casa del Fariseo, di "anonimo" (fine XVI secolo - inizi XVII secolo)
- Madonna del latte, di Pierpalma da Fermo (seconda metà del XV secolo)
- Sant'Antonio abate, di "pittore marattesco" (prima metà del XVIII secolo)
- Paliotto con la Crocefissione, di "pittore marchigiano" (XVII secolo)
- Pietà e i santi Sebastiano, Bartolomeo, Ginesio e Rocco, di Simone De Magistris (1594)
- Gesù Cristo in casa di Marta e Maria, di "pittore marchigiano" (XVII secolo)
- Immacolata, Sant'Antonio di Padova e Giovanni Duns Scòto, di Filippo Conti (1770 ca.)
- Madonna della cintura con Sant'Agostino e Santa Monica, di Filippo Ricci (1770 ca.)
- Madonna del Divino amore, copia di Raffaello Sanzio (XVI secolo)
- Madonna in trono con il Bambino e i santi Francesco, Girolamo, Caterina e Maddalena, di Vincenzo Pagani (1550 ca.)

#### Sezione "D. Malpiedi"
L'ex sagrestia della chiesa sono esposte le opere del ginesino Domenico Malpiedi. Le opere sono:
- Due angeli adorano la Colomba dello Spirito Santo, (prima metà del XVII secolo)
- I santi Lucia, Biagio e Apollonia, (prima metà del XVII secolo)
- La nascita della Vergine Maria, (prima metà del XVII secolo)
- Martirio di San Bartolomeo, (prima metà del XVII secolo)
- Sant'Amico di Rambona, (prima metà del XVII secolo)
- San Michele Arcangelo, (prima metà del XVII secolo)
- I santi Lucia, Biagio e Apollonia, (attribuito - prima metà del XVII secolo)
- Madonna di Loreto, (prima metà del XVII secolo)
- Annunciazione, (prima metà del XVII secolo)
- I santi Lucia, Biagio e Apollonia, (prima metà del XVII secolo)